# Bí tích Rửa Tội

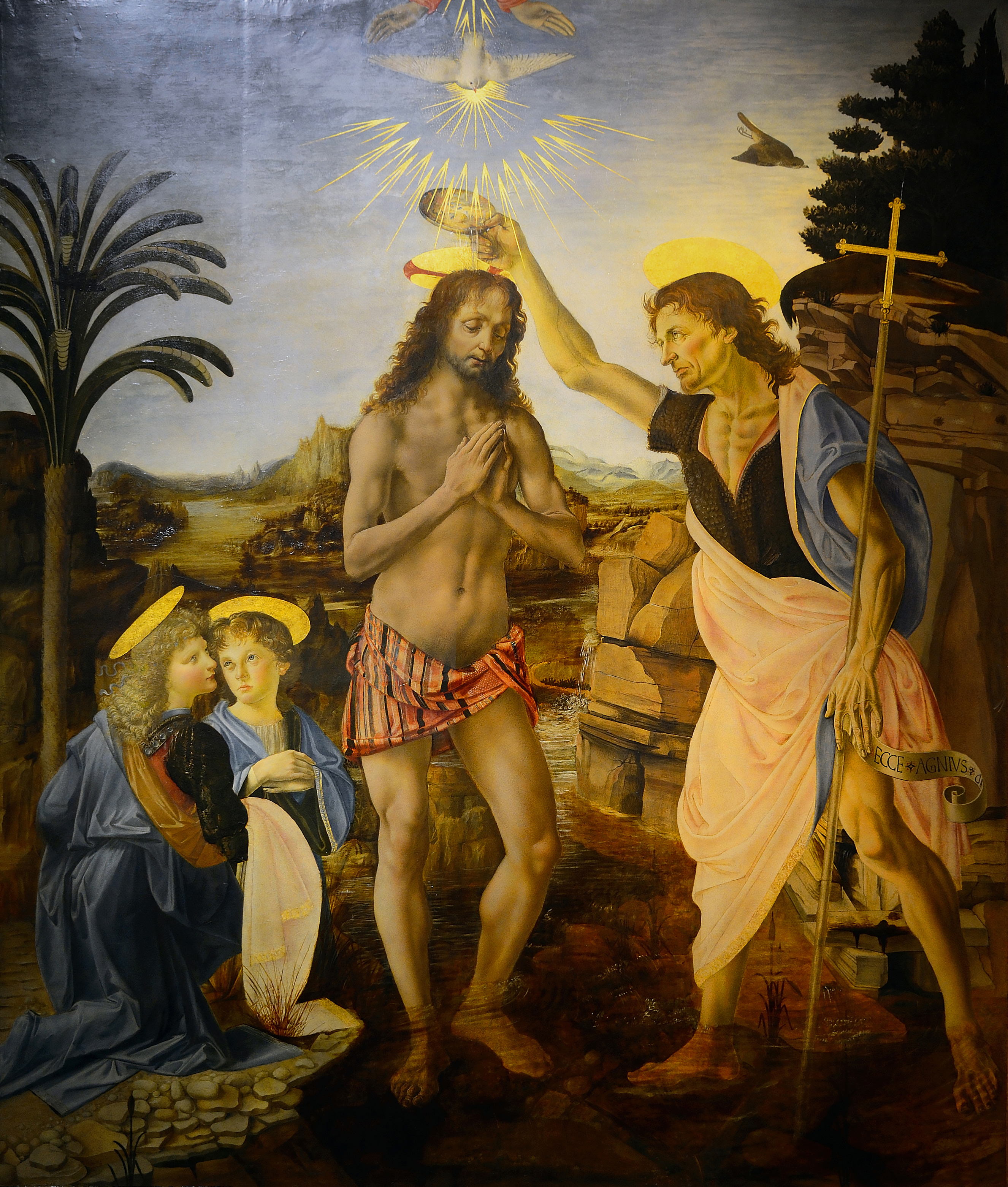
Chúa Giêsu chịu phép rửa trên sông Jordan, tranh của Andrea del Verrocchio

Bí tích Rửa Tội, Bí tích Thanh Tẩy hay Phép Rửa Tội là một trong 7 Bí tích trong Giáo hội Công giáo Rôma, cũng như trong Chính thống giáo và Anh giáo. Trong cả ba Giáo hội này đều sử dụng chung công thức Chúa Ba Ngôi, riêng ở các hệ phái Tin Lành vẫn có cử hành nghi thức này, nhưng tùy theo hệ phái có hoặc không sử dụng công thức Chúa Ba Ngôi, do đó Giáo hội Công giáo Roma cũng tùy theo đó mà công nhận tính cách Bí tích ở từng hệ phái này.
"Bí tích Thánh Tẩy là nền tảng của toàn bộ đời sống Kitô hữu, là cửa ngõ dẫn vào đời sống thần linh và mọi Bí tích khác". Với định nghĩa đó của Giáo hội Công giáo thì nghi thức này được cử hành như là dấu chỉ kết nạp một người vào tôn giáo. Do đó, bất cứ ai chưa lãnh nhận cũng có thể lãnh Bí tích này để trở thành một Kitô hữu (Bí tích này chỉ được lãnh nhận một lần).

## Từ nguyên
Nguồn gốc tên của Bí tích này được dịch từ Baptizein trong tiếng Hy Lạp. Từ này có nghĩa là "dìm xuống": đây là nghi thức chính yếu trong bí tích Thánh Tẩy. Dìm xuống nước tượng trưng cho việc người dự tòng chịu mai táng trong cái chết của Đức Kitô, và từ đó cùng sống lại với Người (x. Rm 6,3-4; Cl 2,12), trở thành "thụ tạo mới" (x. 2Cr 5,17; Gl 6,15).

## Nghi thức
Nghi thức của Bí tích là dìm xuống hoặc đổ nước lên đầu người lãnh nhận, đồng thời đọc lời sau: "(Tên Thánh của người lãnh nhận), tôi rửa (đại từ xưng hô) nhân danh Chúa Cha, Chúa Con và Chúa Thánh Thần." Khi cử hành Bí tích này thì mỗi người lãnh nhận cần một hoặc hai người đỡ đầu để hướng dẫn và nêu gương trong đời sống giáo lý của mình.:15 Nghi thức này do Giám mục, linh mục hoặc phó tế cử hành nhưng trong trường hợp khẩn thiết thì mọi người – miễn là có ý hướng đúng đắn và theo nghi thức của Hội Thánh – cũng có thể cử hành.:14–15
Ở các giáo hội Công giáo Đông phương theo nghi lễ Bidantinô, việc rửa tội được thực hiện bằng cách dìm hoặc ngâm mình xuống nước ba lần, đồng thời đọc công thức: "Tôi tớ Thiên Chúa là (tên), được rửa tội nhân danh Cha, và Con, và Thánh Thần."

## Ân huệ
Theo đức tin Kitô giáo, Bí tích Rửa Tội ban cho người lãnh 4 ơn sau đây::13
1. Tha tội nguyên tổ và mọi tội riêng người ấy phạm trước khi rửa tội, cùng mọi hình phạt do tội gây ra.
2. Sinh lại vào đời sống mới, trở thành con cái Chúa Cha, chi thể Chúa Kitô và đền thờ Chúa Thánh Thần.
3. Sáp nhập vào Hội Thánh là thân thể Chúa Kitô, cho ta tham dự vào chức tư tế của Chúa Kitô.
4. Ghi vào trong linh hồn một dấu ấn thiêng liêng vĩnh viễn, không thể xoá được.